# IC 5009
IC 5009 ist eine linsenförmige Galaxie vom Hubble-Typ SB0-a im Sternbild Pfau am Südsternhimmel. Sie ist schätzungsweise 171 Millionen Lichtjahre von der Milchstraße entfernt.
Das Objekt wurde am 26. September 1900 vom Astronomen DeLisle Stewart entdeckt.